# 12 Heures de Sebring 2018
Navigation
Édition précédente Édition suivante
Les 12 Heures de Sebring 2018 se déroulent le 17 mars 2018, ont été la 66e édition de l'épreuve et ont été la deuxième manche du championnat United SportsCar Championship 2018. Elles ont été remportées par la Nissan Onroak DPi no 22 pilotée par Pipo Derani, Nicolas Lapierre et Johannes van Overbeek.

La catégorie GTLM a été remportée par la Porsche 911 RSR no 911 pilotée par Frédéric Makowiecki, Patrick Pilet et Nick Tandy. En GTD, c'est la Lamborghini Huracán no 48 pilotée par Bryan Sellers, Madison Snow et Corey Lewis qui l'emporte. Cette dernière catégorie a été extrêmement disputée car les 10 premières voitures ont fini dans le même tour.

## Circuit

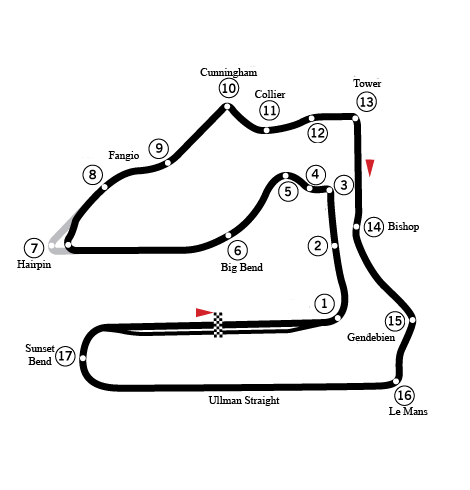
Le Sebring International Raceway, cadre des 12 Heures de Sebring 2018.

Les 12 Heures de Sebring 2018 se déroulent sur le Sebring International Raceway situé en Floride. Il est composé de deux longues lignes droites, séparées par des courbes rapides ainsi que quelques chicanes. Ce tracé a un grand passé historique car il est utilisé pour des courses automobiles depuis 1950. Ce circuit est célèbre car il a accueilli la Formule 1.

## Engagés
La liste officielle des engagés était composée de 43 voitures, dont 16 en Prototype, 9 en GTLM et 18 en GTD. Par rapport aux 24 Heures de Daytona, il est à noter l’absence de la Riley Mk. 30 du BAR1 Motorsports en catégorie Prototype.

### Pilotes par nationalité
Nombre de pilotes par nationalité :
- 49 Américains
- 15 Britanniques
- 10 Français
- 9 Allemands
- 6 Brésiliens
- 5 Italiens
- 4 Portugais
- 4 Canadiens
- 4 Colombiens
- 3 Néerlandais
- 3 Suisses
- 3 Finlandais
- 3 Danois
- 2 Néo-Zélandais
- 2 Australiens
- 2 Autrichiens
- 2 Mexicains
- 1 Russe
- 1 Espagnol

## Essais libres

### Première séance, le jeudi de 11 h 20 à 12 h 20
| Pos. | Classe | N° | Équipe                                   | Temps                        | Tours |
| ---- | ------ | -- | ---------------------------------------- | ---------------------------- | ----- |
| 1    | P      | 7  | Acura Team Penske                        | 1 min 48 s 237 (au 9e tour)  | 20    |
| 2    | P      | 90 | Spirit of Daytona Racing                 | 1 min 48 s 387 (au 7e tour)  | 24    |
| 3    | P      | 10 | Wayne Taylor Racing                      | 1 min 48 s 415 (au 5e tour)  | 19    |
| 16   | GTLM   | 66 | Ford Chip Ganassi Racing                 | 1 min 57 s 567 (au 16e tour) | 17    |
| 17   | GTLM   | 62 | Risi Competizione                        | 1 min 57 s 819 (au 13e tour) | 23    |
| 18   | GTLM   | 67 | Ford Chip Ganassi Racing                 | 1 min 57 s 821 (au 12e tour) | 16    |
| 25   | GTD    | 93 | Michael Shank Racing avec Curb Agajanian | 2 min 0 s 337 (au 5e tour)   | 19    |
| 26   | GTD    | 51 | Spirit of Race                           | 2 min 0 s 424 (au 20e tour)  | 21    |
| 27   | GTD    | 29 | Montaplast avec Land Motorsport          | 2 min 0 s 461 (au 11e tour)  | 19    |

La première référence de cette séance est à mettre au crédit d'Helio Castroneves avec l'Acura ARX-05 DPi no 7 de l'écurie Team Penske qui a bouclé un tour en 1 min 48 s 237. Le coéquipier de Ricky Taylor et de Graham Rahal s’est rapproché du chrono de la pole position effectué l’an dernier. Le français Tristan Vautier, aux mains de la Cadillac DPi-V.R de l'écurie Spirit of Daytona Racing, s’est montré le plus véloce du clan Cadillac eu se rapprochant à 150 millièmes de la référence. La dernière marche du podium sera conquise par la Cadillac DPi-V.R no 10 de l'écurie Wayne Taylor Racing. Il est à noter l'accident de Chris Miller avec l'Oreca 07 de l'écurie JDC Miller Motorsports qui, lors de son premier tour, est sorti de la piste et a fini dans les pneus en endommageant ainsi l'arrière droit de sa voiture.
Dans la catégorie GTLM, la référence s'est jouée en fin de séance avec Dirk Müller qui a profité de ses derniers tours pour signer le meilleur chrono en 1 min 57 s 567 avec la Ford GT no 66 du Ford Chip Ganassi Racing. La Ferrari 488 GTE no 62, aux mains de Toni Vilander, est devancée de plus de 2 dixièmes et la Ford GT no 67 est sur la dernière marche du podium. Il est à noter que les BMW M8 GTE semblent être en meilleure forme qu’à Daytona, contrairement aux Corvette C7.R qui ferment la marche.
En GTD, la catégorie a été extrêmement serrée car les concurrents se sont battus à coup de centièmes et de millièmes. Finalement, Au terme de cette séance, c’est l’Acura NSX GT3 no 93 du Michael Shank Racing qui s'est montrée la plus rapide. Malgré ses efforts dans ses derniers tours, Daniel Serra ne s'est rapproché qu'à 87 millièmes avec sa Ferrari 488 GT3. l'Audi R8 LMS GT3 du Montaplast avec Land Motorsport sera sur la dernière marche du podium,.

### Deuxième séance, le jeudi de 15 h 10 à 16 h 10
| Pos. | Classe | N° | Équipe                                   | Temps                        | Tours |
| ---- | ------ | -- | ---------------------------------------- | ---------------------------- | ----- |
| 1    | P      | 7  | Acura Team Penske                        | 1 min 47 s 841 (au 7e tour)  | 18    |
| 2    | P      | 55 | Mazda Team Joest                         | 1 min 48 s 753 (au 7e tour)  | 18    |
| 3    | P      | 5  | Mustang Sampling Racing                  | 1 min 48 s 805 (au 9e tour)  | 21    |
| 16   | GTLM   | 67 | Ford Chip Ganassi Racing                 | 1 min 57 s 566 (au 12e tour) | 17    |
| 17   | GTLM   | 62 | Risi Competizione                        | 1 min 57 s 602 (au 8e tour)  | 21    |
| 18   | GTLM   | 66 | Ford Chip Ganassi Racing                 | 1 min 57 s 890 (au 10e tour) | 14    |
| 25   | GTD    | 15 | 3GT Racing                               | 2 min 0 s 427 (au 4e tour)   | 20    |
| 26   | GTD    | 93 | Michael Shank Racing avec Curb Agajanian | 2 min 0 s 520 (au 8e tour)   | 17    |
| 27   | GTD    | 58 | Wright Motorsports                       | 2 min 0 s 635 (au 15e tour)  | 19    |

À la suite de la sortie de piste de l’Acura NSX GT3 no 93 du Michael Shank Racing dans les dernières minutes de la séance, c’est sous drapeau rouge que ces seconds essais libres des 12 Heures de Sebring se sont terminés. Quelques heures après Helio Castroneves, c’est maintenant au tour de Ricky Taylor, en début de séance, de signer la référence de la séance avec quelques dixièmes de mieux que son coéquipier et en devançant de presque une seconde le reste des prototypes. l'écurie Mazda Team Joest continu ses progrès en plaçant la Mazda RT24-P a une respectable seconde place. La Cadillac DPi-V.R no 5 d'Action Express Racing termine au troisième rang. Il est à noter que l'écurie Spirit of Daytona Racing, qui avait sigé le second temps lors de la première séance, n'a pas participé a cette séance.
En GTLM, nous retrouvons les mêmes protagonistes qu'en première séance. Richard Westbrook, sur la Ford GT no 67, succède à son coéquipier à la voiture sœur no 66 de Dirk Müller en étant 1 millième plus rapide ! La Ferrari 488 GTE n062 du Risi Competizione conserve sa deuxième place en améliorant son temps de la première sécance de 2 dixièmes. La Ford GT no 67 clôturera le podium.
En GTD, le meilleur temps a été réalisé par la Lexus RCF GT3 no 15 du 3GT Racing en début de séance, devant l'Acura NSX GT3 no 93 accidenté du Michael Shank Racing est seconde et la Porsche 911 GT3 R no 58 du Wright Motorsports est sur la dernière marche du podium,,.

### Troisième séance, le jeudi de 19 h 35 à 21 h 05
| Pos. | Classe | N°  | Équipe                          | Temps                        | Tours |
| ---- | ------ | --- | ------------------------------- | ---------------------------- | ----- |
| 1    | P      | 77  | Mazda Team Joest                | 1 min 48 s 233 (au 9e tour)  | 34    |
| 2    | P      | 55  | Mazda Team Joest                | 1 min 48 s 690 (au 14e tour) | 29    |
| 3    | P      | 31  | Whelen Engineering Racing       | 1 min 48 s 799 (au 4e tour)  | 34    |
| 17   | GTLM   | 66  | Ford Chip Ganassi Racing        | 1 min 57 s 371 (au 3e tour)  | 26    |
| 18   | GTLM   | 25  | BMW Team RLL                    | 1 min 57 s 654 (au 29e tour) | 31    |
| 19   | GTLM   | 912 | Porsche GT Team                 | 1 min 57 s 843 (au 29e tour) | 33    |
| 26   | GTD    | 96  | Turner Motorsport               | 2 min 0 s 970 (au 28e tour)  | 34    |
| 27   | GTD    | 51  | Spirit of Race                  | 2 min 1 s 052 (au 32e tour)  | 37    |
| 28   | GTD    | 29  | Montaplast avec Land Motorsport | 2 min 1 s 065 (au 26e tour)  | 29    |

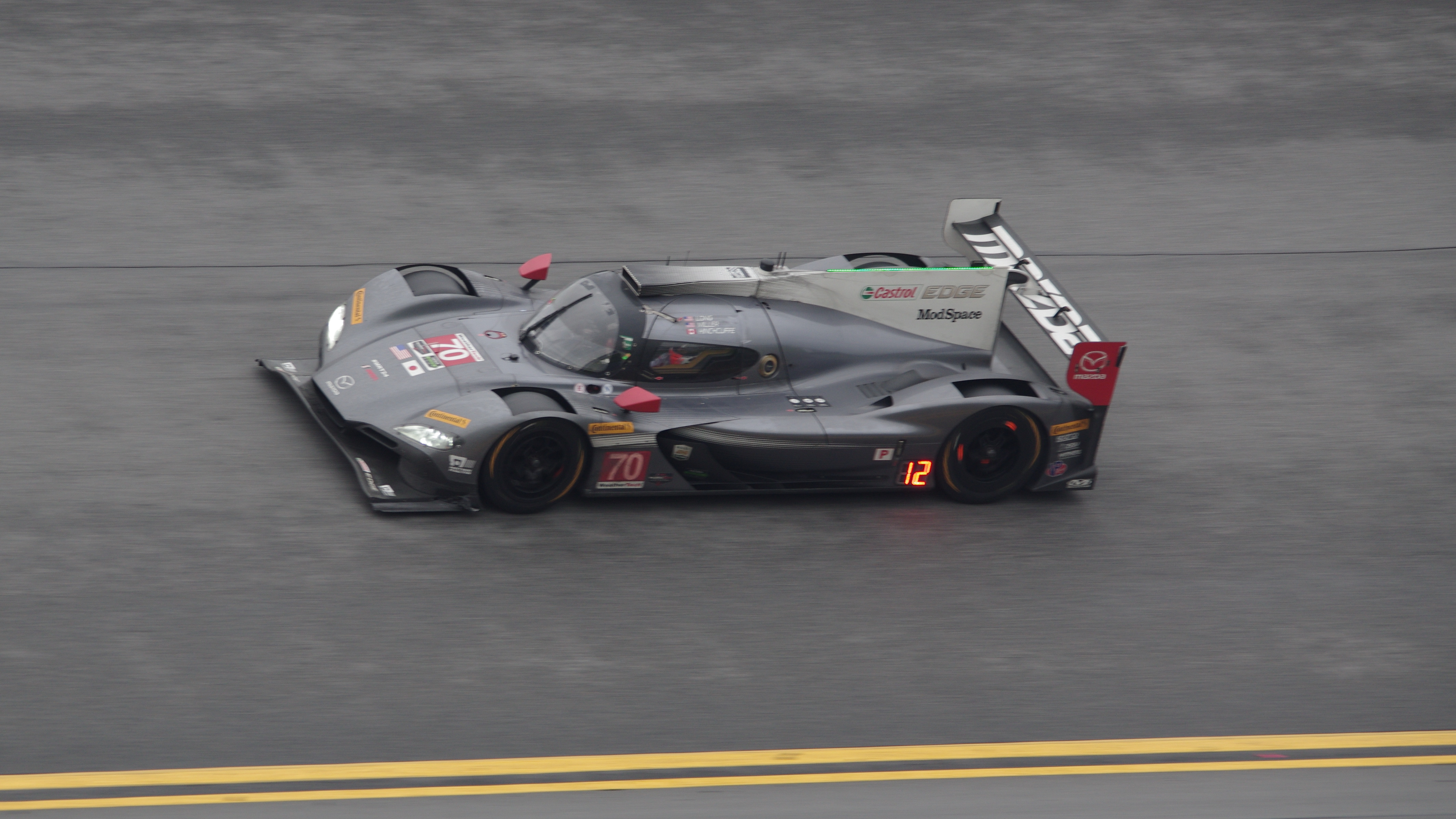
Mazda RT24-P

La première journée d'essais prometteuse de l'écurie Mazda Team Joest s'est terminée sur une note positive lors de cette séance de nuit car les Mazda RT24-P de l'équipe ont fini à la première et seconde place. La Cadillac DPi-V.R no 10 de l'écurie Whelen Engineering Racing ferme la marche à 1 dixième. Après avoir dominé les deux premières séances plus tôt dans la journée, l’Acura ARX-05 no 7 de l'écurie Team Penske a réalisé seulement le 12e temps de cette séance.
En GTLM, le Ford Chip Ganassi Racing a terminé la journée comme il l'a commencé, c'est-à-dire à la première place. La BMW M8 GTE no 25, aux mains d'Alex Sims, continu ses progrès et réussi son meilleur temps en fin pour finir à la seconde place. Porsche, comme pour la seconde séance d'essai, fini sur la dernière marche du podium.
En GTD, les chronos ont été extrêmement serrés avec 13 GT3 dans la même seconde, le meilleur chrono revenant à la BMW M6 GT3 du Turner Motorsport devant la Ferrari 488 GT3 du Spirit of Race et l’Audi R8 LMS du Montaplast avec Land Motorsport.
Au rayon des anecdotes, on peut noter que sur la fin de la séance, un nouveau drapeau rouge a perturbé les concurrents. La Corvette no 4, alors aux mains de Marcel Fässler, s'était arrêtée dans le virage no 6. Le temps de redémarrer la voiture, la séance redémarra pour 90 secondes,.

### Quatrième séance, le vendredi de 8 h 00 à 9 h 00
| Pos. | Classe | N°  | Équipe                                   | Temps                        | Tours |
| ---- | ------ | --- | ---------------------------------------- | ---------------------------- | ----- |
| 1    | P      | 7   | Acura Team Penske                        | 1 min 47 s 076 (au 15e tour) | 21    |
| 2    | P      | 22  | Tequila Patrón ESM                       | 1 min 47 s 512 (au 10e tour) | 17    |
| 3    | P      | 38  | Performance Tech Motorsports             | 1 min 47 s 861 (au 5e tour)  | 22    |
| 17   | GTLM   | 25  | BMW Team RLL                             | 1 min 56 s 566 (au 11e tour) | 17    |
| 18   | GTLM   | 24  | BMW Team RLL                             | 1 min 56 s 805 (au 14e tour) | 20    |
| 19   | GTLM   | 912 | Porsche GT Team                          | 1 min 56 s 822 (au 19e tour) | 21    |
| 26   | GTD    | 29  | Montaplast avec Land Motorsport          | 1 min 59 s 130 (au 19e tour) | 22    |
| 27   | GTD    | 51  | Spirit of Race                           | 1 min 59 s 567 (au 13e tour) | 24    |
| 28   | GTD    | 86  | Michael Shank Racing avec Curb Agajanian | 2 min 59 s 889 (au 8e tour)  | 21    |

La quatrième et dernière séance d'essais libres a été retardée de plusieurs minutes pour cause de problèmes de visibilité dus à de la fumée et au brouillard qui planaient au-dessus de la piste. En catégorie prototype, Patricio O'Ward aura eu pendant une grande partie de la séance le meilleur temps avec l'Oreca 07 du Performance Tech Motorsports. Les dernières minutes approchant, l’Acura ARX-05 no 7 de l'écurie Team Penske haussa le rythme et boucla la référence des séances d'essais libres avec un temps de 1 min 47 s 076 avec Ricky Taylor au volant. Un progrès de plus de 1 seconde par rapport à la pole position de l'Oreca 07 du Rebellion Racing en 2017 qui laisse présager un futur record de piste durant les qualifications pour la catégorie DPi/LMP2. Pipo Derani réussi également a immiscer sa Nissan Onroak DPi entre l’Acura ARX-05 et Oreca 07 en signant en temps de 1 min 47 s 512, lui aussi significativement plus rapide de son temps de 2017 car un progrès de pratiquement 2 seconde peut être constaté.

En GTLM, les progrès de BMW M8 GTE au cours des différentes séances s'est matérialisés par un premier et un second temps lors de cette séance avec comme temps un 1 min 56 s 566 signé par Connor De Phillippi au volant de la no 25 et un 1 min 56 s 805 signé par Jesse Krohn au volant de la no 26. Laurens Vanthoor, avec la Porsche 911 RSR no 912, bouclera le podium en réalisant le troisième temps en devançant l'autre Porsche 911 RSR en fin de séance. Bizarrement, les Chevrolet Corvette C7.R sont toujours reléguées en fond de catégorie. Les performances des Ford GT sont également en retrait par rapport à celle de l'année précédente.

En GTD, l’Audi R8 LMS no 29 du Montaplast avec Land Motorsport qui s'était bien comportée lors des séances précédente confirme et signe le meilleur temps aux mains de Christopher Mies. Ils sont suivis par la Ferrari 488 GT3 no 51 du Spirit of Race qui se comporte également bien durant ces essais. L’Acura NSX GT3 no 86 du Michael Shank Racing, en alignant un bon temps en début de séance prend la troisième marche sur le podium. Il est à noter que la seconde Acura NSX GT3 du Michael Shank Racing n’a toujours pas repris la piste après son accident hier. L'équipe espère pouvoir la réparer pour le Warm Up.[Passage à actualiser]

## Qualifications
| Pos. | Classe | N°  | Équipe                                   | Pilote               | Temps          | Tours |
| ---- | ------ | --- | ---------------------------------------- | -------------------- | -------------- | ----- |
| 1    | P      | 90  | Spirit of Daytona Racing                 | Tristan Vautier      | 1 min 47 s 432 | 7     |
| 2    | P      | 2   | Tequila Patrón ESM                       | Olivier Pla          | 1 min 47 s 592 | 6     |
| 3    | P      | 7   | Acura Team Penske                        | Ricky Taylor         | 1 min 47 s 773 | 6     |
| 4    | P      | 22  | Tequila Patrón ESM                       | Pipo Derani          | 1 min 47 s 834 | 5     |
| 5    | P      | 31  | Whelen Engineering Racing                | Felipe Nasr          | 1 min 47 s 853 | 8     |
| 6    | P      | 6   | Acura Team Penske                        | Juan Pablo Montoya   | 1 min 48 s 177 | 7     |
| 7    | P      | 77  | Mazda Team Joest                         | René Rast            | 1 min 48 s 192 | 7     |
| 8    | P      | 5   | Mustang Sampling Racing                  | Filipe Albuquerque   | 1 min 48 s 256 | 8     |
| 9    | P      | 55  | Mazda Team Joest                         | Jonathan Bomarito    | 1 min 48 s 279 | 7     |
| 10   | P      | 10  | Wayne Taylor Racing                      | Renger van der Zande | 1 min 48 s 370 | 8     |
| 11   | P      | 99  | JDC Miller Motorsports                   | Stephen Simpson      | 1 min 48 s 742 | 8     |
| 12   | P      | 38  | Performance Tech Motorsports             | Patricio O'Ward      | 1 min 49 s 068 | 7     |
| 13   | P      | 54  | CORE Autosport                           | Colin Braun          | 1 min 49 s 158 | 8     |
| 14   | P      | 85  | JDC Miller Motorsports                   | Simon Trummer        | 1 min 49 s 329 | 8     |
| 15   | P      | 52  | AFS/PR1 Mathiasen Motorsports            | Sebastián Saavedra   | 1 min 49 s 423 | 8     |
| 16   | P      | 32  | United Autosports                        | Paul di Resta        | 1 min 49 s 488 | 7     |
| 17   | GTLM   | 25  | BMW Team RLL                             | Connor De Phillippi  | 1 min 55 s 839 | 4     |
| 18   | GTLM   | 62  | Risi Competizione                        | James Calado         | 1 min 55 s 897 | 5     |
| 19   | GTLM   | 24  | BMW Team RLL                             | Jesse Krohn          | 1 min 55 s 985 | 4     |
| 20   | GTLM   | 67  | Ford Chip Ganassi Racing                 | Richard Westbrook    | 1 min 56 s 098 | 5     |
| 21   | GTLM   | 66  | Ford Chip Ganassi Racing                 | Joey Hand            | 1 min 56 s 191 | 6     |
| 22   | GTLM   | 912 | Porsche GT Team                          | Laurens Vanthoor     | 1 min 56 s 251 | 5     |
| 23   | GTLM   | 3   | Corvette Racing                          | Antonio García       | 1 min 56 s 588 | 7     |
| 24   | GTLM   | 911 | Porsche GT Team                          | Nick Tandy           | 1 min 56 s 626 | 7     |
| 25   | GTLM   | 4   | Corvette Racing                          | Tommy Milner         | 1 min 56 s 900 | 6     |
| 26   | GTD    | 51  | Spirit of Race                           | Daniel Serra         | 1 min 58 s 710 | 7     |
| 27   | GTD    | 29  | Montaplast avec Land Motorsport          | Christopher Mies     | 1 min 59 s 229 | 6     |
| 28   | GTD    | 15  | 3GT Racing                               | Jack Hawksworth      | 1 min 59 s 251 | 5     |
| 29   | GTD    | 45  | 3GT Racing                               | Dominik Baumann      | 1 min 59 s 476 | 6     |
| 30   | GTD    | 48  | Paul Miller Racing                       | Madison Snow         | 1 min 59 s 489 | 6     |
| 31   | GTD    | 63  | Scuderia Corsa                           | Gunnar Jeannette     | 1 min 59 s 609 | 4     |
| 32   | GTD    | 75  | SunEnergy1 Racing                        | Thomas Jäger         | 1 min 59 s 952 | 6     |
| 33   | GTD    | 69  | HART                                     | Tom Dyer             | 2 min 00 s 069 | 7     |
| 34   | GTD    | 64  | Scuderia Corsa                           | Frankie Montecalvo   | 2 min 00 s 080 | 7     |
| 35   | GTD    | 86  | Michael Shank Racing avec Curb Agajanian | Katherine Legge      | 2 min 00 s 198 | 8     |
| 36   | GTD    | 56  | Wright Motorsports                       | Christina Nielsen    | 2 min 00 s 378 | 8     |
| 37   | GTD    | 36  | CJ Wilson Racing                         | Marc Miller          | 2 min 00 s 686 | 7     |
| 38   | GTD    | 71  | P1 Motorsports                           | Kenton Koch          | 2 min 00 s 717 | 7     |
| 39   | GTD    | 33  | Mercedes-AMG Team Riley Motorsports      | Ben Keating          | 2 min 00 s 743 | 8     |
| 40   | GTD    | 44  | Magnus Racing                            | John Potter          | 2 min 02 s 151 | 8     |
| 41   | GTD    | 96  | Turner Motorsport                        | Don Yount            | 2 min 03 s 227 | 7     |
| 42   | GTD    | 73  | Park Place Motorsports                   | Tim Pappas           | 2 min 04 s 650 | 8     |
| 43   | GTD    | 93  | Michael Shank Racing avec Curb Agajanian | pas de temps         | pas de temps   |       |

## Course

### Classements intermédiaires
| Pos. | Après la 1re heure | Après la 1re heure                                                              | Après 3 heures | Après 3 heures                                                                 | Après 6 heures | Après 6 heures                                                                  | Après 9 heures | Après 9 heures                                                                 |
| Pos. | n°                 | Voiture / Pilotes                                                               | n°             | Voiture / Pilotes                                                              | n°             | Voiture / Pilotes                                                               | n°             | Voiture / Pilotes                                                              |
| ---- | ------------------ | ------------------------------------------------------------------------------- | -------------- | ------------------------------------------------------------------------------ | -------------- | ------------------------------------------------------------------------------- | -------------- | ------------------------------------------------------------------------------ |
| 1    | 7                  | Acura Team Penske Acura ARX-05 (P) Castroneves - Rahal - Taylor                 | 31             | Whelen Engineering Racing Cadillac DPi-V.R (P) Nasr - Curran - Conway          | 22             | Tequila Patrón ESM Nissan Onroak DPi (P) Derani - Lapierre - van Overbeek       | 55             | Mazda Team Joest Mazda RT24-P (P) Bomarito - Tincknell - Pigot                 |
| 2    | 31                 | Whelen Engineering Racing Cadillac DPi-V.R (P) Nasr - Curran - Conway           | 22             | Tequila Patrón ESM Nissan Onroak DPi (P) Derani - Lapierre - van Overbeek      | 7              | Acura Team Penske Acura ARX-05 (P) Castroneves - Rahal - Taylor                 | 31             | Whelen Engineering Racing Cadillac DPi-V.R (P) Nasr - Curran - Conway          |
| 3    | 22                 | Tequila Patrón ESM Nissan Onroak DPi (P) Derani - Lapierre - van Overbeek       | 10             | Wayne Taylor Racing Cadillac DPi-V.R (P) Hunter-Reay - Taylor - van der Zande  | 55             | Mazda Team Joest Mazda RT24-P (P) Bomarito - Tincknell - Pigot                  | 22             | Tequila Patrón ESM Nissan Onroak DPi (P) Derani - Lapierre - van Overbeek      |
| 4    | 5                  | Mustang Sampling Racing Cadillac DPi-V.R (P) Albuquerque - Barbosa - Fittipaldi | 7              | Acura Team Penske Acura ARX-05 (P) Castroneves - Rahal - Taylor                | 6              | Acura Team Penske Acura ARX-05 (P) Cameron - Montoya - Pagenaud                 | 90             | Spirit of Daytona Racing Cadillac DPi-V.R (P) Cheever (en) - McMurry - Vautier |
| 5    | 90                 | Spirit of Daytona Racing Cadillac DPi-V.R (P) Cheever (en) - McMurry - Vautier  | 90             | Spirit of Daytona Racing Cadillac DPi-V.R (P) Cheever (en) - McMurry - Vautier | 5              | Mustang Sampling Racing Cadillac DPi-V.R (P) Albuquerque - Barbosa - Fittipaldi | 32             | United Autosports Ligier JS P217 (P) di Resta - Hanson - Brundle               |

### Déroulement de l'épreuve

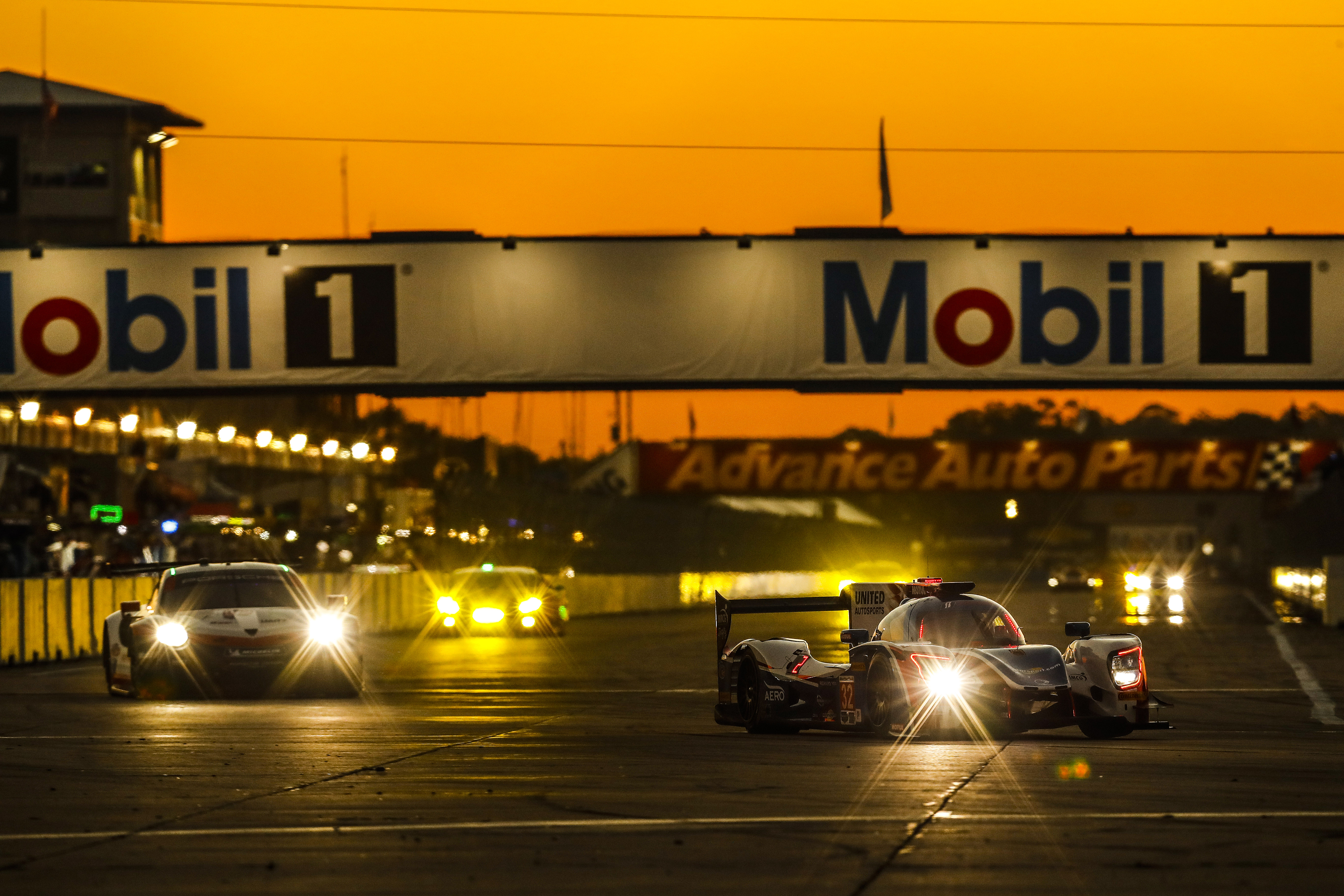
Le soleil se couche sur la course.

Ces 12 Heures de Sebring ont débuté sur les chapeaux de roue. Dès le premier virage, le duel entre Tristan Vautier et Olivier Pla s’est mal terminé pour ce dernier qui est parti en tête à queue après avoir tenté faire l’extérieur au pilote de la Cadillac DPi-V.R no 90. Tristan Vautier a pu conserver la tête mais Olivier Pla est quant à lui reparti en queue de peloton à bord de la Nissan Onroak DPi no 2 afin de rentrer au garage. L’écurie annoncera plus tard le retrait du prototype à la suite d'un problème de boite de vitesses. Cette première heure de course a également été marquée par la sortie de piste de la Ferrari 488 GT3 no 64, qui a terminé sur le toit en voulant éviter la Ligier JS P217 no 52 qui était en perdition devant lui. Malgré la manœuvre d’évitement, les deux voitures se sont percutées. À la suite de cela, la course a été neutralisée et cela a permis aux concurrents de faire leur premier passage par les stands. Cette première vague de passage au stand a fait évoluer la hiérarchie puisque Tristan Vautier a perdu sa place de leader qui a été récupéré par Ricky Taylor et sur l’Acura ARX-05 no 7. Après un bon départ, Felipe Nasr est parvenu à remonter au troisième rang et conclu la première heure à la deuxième place à bord de la Cadillac DPi-V.R no 31, devant la Nissan Onroak DPi no 22. La deuxième heure a été relativement plus calme que la première mais un nouveau changement de leader s’est réalisée une nouvelle fois dans les stands lorsque Felipe Nasr est ressorti en tête au volant de la Cadillac DPi-V.R no 31 devant l’Acura ARX-05 no 7. Les deux voitures sont suivies à bonne distance par Johannes van Overbeek et la Nissan Onroak DPi no 22. Le top 5 est alors complété par les Cadillac DPi-V.R no 90 et no 10. Les événements se sont enchainés et bousculés entre la quatrième et la cinquième heure de course. Une tente d’un spectateur s’est d’abord envolée sur la piste à la fin de la quatrième heure, provoquant ainsi la deuxième neutralisation de la course.

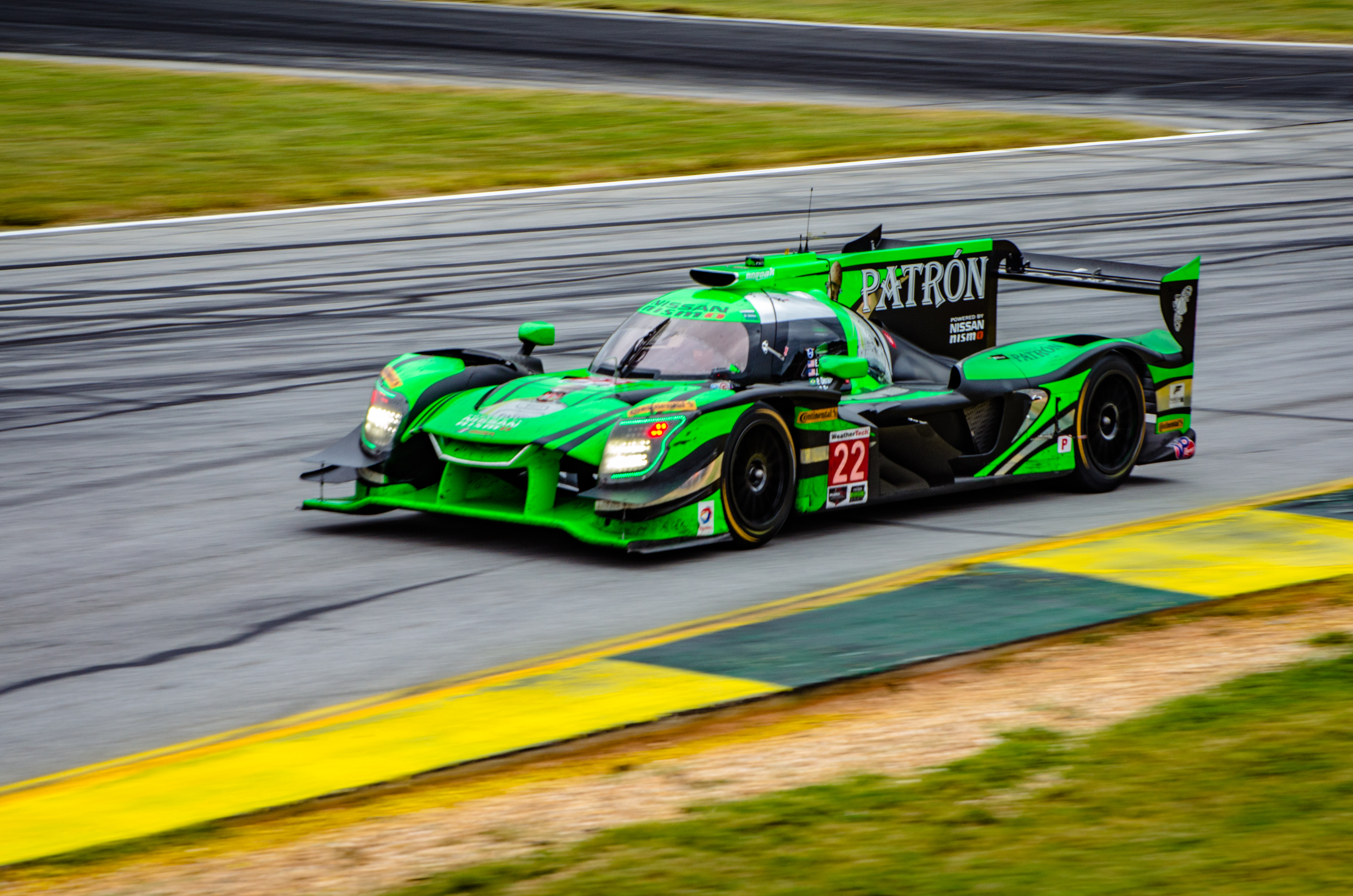
La Nissan Onroak DPi, ici au Petit Le Mans 2017, vainqueure de la course.

Certaines voitures comme l’Acura ARX-05 no 7 se sont arrêtées au bon moment et cela a permis à Helio Castroneves de prendre la tête devant Nicolas Lapierre et la Nissan Onroak DPi no 22. Au moment de la relance, la Ligier JS P217 no 32 est partie en tête à queue dans le dernier virage. À la suite de l’immobilisation sur le bord de la piste de la voiture pendant plusieurs minutes, la direction de course a placé la course sous régime de FCY, avant que la Ligier JS P217 reparte. Pipo Derani a finalement repris son dû en retrouvant le leadership avec la Nissan Onroak DPi no 22. Il devance ainsi Helio Castroneves et l’Acura ARX-05 no 7 avec quelques secondes. Viennent ensuite la Cadillac DPi-V.R no 5, l’Acura ARX-05 no 6 et la Cadillac DPi-V.R no 31. Toutes les LMP2 sont alors à au moins un tour des DPi… Quelques minutes avant la fin de la sixième heure, la Lexus RC F GT3 no 14 a occasionné une nouvelle neutralisation. L’entrée en piste de la voiture de sécurité a perturbé Pipo Derani qui était alors était en train de creuser l’écart avec le reste du plateau. La quinzaine de secondes qui séparait la Nissan Onroak DPi no 22 a été réduite à néant. L’Acura ARX-05 no 7 est alors juste derrière, tandis que la Mazda RT24-P no 55 continue de progresser pour désormais pointer en troisième position. Peu après le début de la septième heure, l’Acura ARX-05 no 7 a perdu toutes ses chances de victoire en raison d’un problème de pression d’huile qui a contraint Ricky Taylor à abandonner sa voiture sur le bord de la piste. Pendant ce temps-là, Johannes van Overbeek a pris la relève de Pipo Derani sur la Nissan Onroak DPi no 22 qui a toutefois perdu le leadership au profit de la Cadillac DPi-V.R no 10 tandis que la no 31 attendait son heure. Quelques erreurs et quelques petits soucis mécaniques ont retardé la Mazda RT24-P no 55 qui a chuté au classement. La lutte pour la première place est toujours aussi indécise même si deux autos commencent à se détacher du lot. Après dix heures de course, la nuit est tombée, Nicolas Lapierre a l’avantage avec la Nissan Onroak DPi no 22 mais il a Mike Conway et la Cadillac DPi-V.R no 31 dans son sillage. Les deux autos ne se lâchent plus depuis quelques heures même si l’écart s’agrandit en faveur du français. L’équipage de la Mazda RT24-P no 55 est troisième. Nicolas Lapierre, Pipo Derani et Johannes van Overbeek ont parfaitement maitrisé la fin de course pour s’imposer. L’équipage de la Nissan Onroak DPi no 22 a franchi la ligne d’arrivée avec 12,4 secondes d’avance sur la Cadillac DPi-V.R no 10 pilotée par Renger van der Zande, Jordan Taylor et Ryan Hunter-Reay. Troisième place pour Felipe Nasr, Eric Curran, Mike Conway et la Cadillac DPi-V.R no 31,,,,,,,,.

### Classement de la course
Voici le classement provisoire au terme de la course.

Les premiers de chaque catégorie sont signalés par un fond jauni.
| Pos | Classe | no  | Équipe                                   | Pilotes                                                       | Châssis                        | Pneus | Tours | Temps                |
| Pos | Classe | no  | Équipe                                   | Pilotes                                                       | Moteur                         | Pneus | Tours | Temps                |
| --- | ------ | --- | ---------------------------------------- | ------------------------------------------------------------- | ------------------------------ | ----- | ----- | -------------------- |
| 1   | P      | 22  | Tequila Patrón ESM                       | Pipo Derani Nicolas Lapierre Johannes van Overbeek            | Nissan Onroak DPi              | C     | 344   | 12 h 00 min 34 s 369 |
| 1   | P      | 22  | Tequila Patrón ESM                       | Pipo Derani Nicolas Lapierre Johannes van Overbeek            | Nissan VR38DETT 3,8 L V6 Turbo | C     | 344   | 12 h 00 min 34 s 369 |
| 2   | P      | 10  | Wayne Taylor Racing                      | Ryan Hunter-Reay Jordan Taylor Renger van der Zande           | Cadillac DPi-V.R               | C     | 344   | + 12 s 427           |
| 2   | P      | 10  | Wayne Taylor Racing                      | Ryan Hunter-Reay Jordan Taylor Renger van der Zande           | Cadillac 5,5 L V8              | C     | 344   | + 12 s 427           |
| 3   | P      | 31  | Whelen Engineering Racing                | Mike Conway Eric Curran Felipe Nasr                           | Cadillac DPi-V.R               | C     | 344   | + 53 s 075           |
| 3   | P      | 31  | Whelen Engineering Racing                | Mike Conway Eric Curran Felipe Nasr                           | Cadillac 5,5 L V8              | C     | 344   | + 53 s 075           |
| 4   | P      | 54  | CORE Autosport                           | Jon Bennett Colin Braun Romain Dumas                          | Oreca 07                       | C     | 344   | + 1 min 16 s 328     |
| 4   | P      | 54  | CORE Autosport                           | Jon Bennett Colin Braun Romain Dumas                          | Gibson GK428 4,2 L V8          | C     | 344   | + 1 min 16 s 328     |
| 5   | P      | 32  | United Autosports                        | Philip Hanson Paul di Resta Alex Brundle                      | Ligier JS P217                 | C     | 344   | + 1 min 30 s 732     |
| 5   | P      | 32  | United Autosports                        | Philip Hanson Paul di Resta Alex Brundle                      | Gibson GK428 4,2 L V8          | C     | 344   | + 1 min 30 s 732     |
| 6   | P      | 55  | Mazda Team Joest                         | Jonathan Bomarito Spencer Pigot Harry Tincknell               | Mazda RT24-P                   | C     | 343   | + 1 tour             |
| 6   | P      | 55  | Mazda Team Joest                         | Jonathan Bomarito Spencer Pigot Harry Tincknell               | Mazda MZ-2.0T 2,0 L I4 Turbo   | C     | 343   | + 1 tour             |
| 7   | P      | 99  | JDC Miller Motorsports                   | Mikhail Goikhberg Chris Miller Stephen Simpson                | Oreca 07                       | C     | 338   | + 6 tours            |
| 7   | P      | 99  | JDC Miller Motorsports                   | Mikhail Goikhberg Chris Miller Stephen Simpson                | Gibson GK428 4,2 L V8          | C     | 338   | + 6 tours            |
| 8   | P      | 77  | Mazda Team Joest                         | Oliver Jarvis Tristan Nunez René Rast                         | Mazda RT24-P                   | C     | 334   | + 10 tours           |
| 8   | P      | 77  | Mazda Team Joest                         | Oliver Jarvis Tristan Nunez René Rast                         | Mazda MZ-2.0T 2,0 L I4 Turbo   | C     | 334   | + 10 tours           |
| 9   | P      | 85  | JDC Miller Motorsports                   | Robert Alon Simon Trummer Nelson Panciatici                   | Oreca 07                       | C     | 331   | + 13 tours           |
| 9   | P      | 85  | JDC Miller Motorsports                   | Robert Alon Simon Trummer Nelson Panciatici                   | Gibson GK428 4,2 L V8          | C     | 331   | + 13 tours           |
| 10  | GTLM   | 911 | Porsche GT Team                          | Frédéric Makowiecki Patrick Pilet Nick Tandy                  | Porsche 911 RSR                | M     | 328   | + 16 tours           |
| 10  | GTLM   | 911 | Porsche GT Team                          | Frédéric Makowiecki Patrick Pilet Nick Tandy                  | Porsche 4,0 L Flat-6           | M     | 328   | + 16 tours           |
| 11  | GTLM   | 25  | BMW Team RLL                             | Bill Auberlen Connor De Phillippi Alexander Sims              | BMW M8 GTE                     | M     | 328   | + 16 tours           |
| 11  | GTLM   | 25  | BMW Team RLL                             | Bill Auberlen Connor De Phillippi Alexander Sims              | BMW S63 4,0 L V8 Double Turbo  | M     | 328   | + 16 tours           |
| 12  | GTLM   | 912 | Porsche GT Team                          | Earl Bamber Gianmaria Bruni Laurens Vanthoor                  | Porsche 911 RSR                | M     | 328   | + 16 tours           |
| 12  | GTLM   | 912 | Porsche GT Team                          | Earl Bamber Gianmaria Bruni Laurens Vanthoor                  | Porsche 4,0 L Flat-6           | M     | 328   | + 16 tours           |
| 13  | GTLM   | 67  | Ford Chip Ganassi Racing                 | Ryan Briscoe Scott Dixon Richard Westbrook                    | Ford GT                        | M     | 328   | + 16 tours           |
| 13  | GTLM   | 67  | Ford Chip Ganassi Racing                 | Ryan Briscoe Scott Dixon Richard Westbrook                    | Ford EcoBoost 3,5 L Turbo V6   | M     | 328   | + 16 tours           |
| 14  | GTLM   | 62  | Risi Competizione                        | James Calado Alessandro Pier Guidi Toni Vilander              | Ferrari 488 GTE                | M     | 328   | + 16 tours           |
| 14  | GTLM   | 62  | Risi Competizione                        | James Calado Alessandro Pier Guidi Toni Vilander              | Ferrari F154CB 3,9 L V8 Turbo  | M     | 328   | + 16 tours           |
| 15  | GTLM   | 4   | Corvette Racing                          | Marcel Fässler Oliver Gavin Tommy Milner                      | Chevrolet Corvette C7.R        | M     | 327   | + 17 tours           |
| 15  | GTLM   | 4   | Corvette Racing                          | Marcel Fässler Oliver Gavin Tommy Milner                      | Chevrolet LT 5,5 L V8          | M     | 327   | + 17 tours           |
| 16  | P      | 5   | Mustang Sampling Racing                  | Filipe Albuquerque João Barbosa Christian Fittipaldi          | Cadillac DPi-V.R               | C     | 324   | + 20 tours           |
| 16  | P      | 5   | Mustang Sampling Racing                  | Filipe Albuquerque João Barbosa Christian Fittipaldi          | Cadillac 5,5 L V8              | C     | 324   | + 20 tours           |
| 17  | GTD    | 48  | Paul Miller Racing                       | Bryan Sellers Madison Snow Corey Lewis                        | Lamborghini Huracán GT3        | C     | 321   | + 23 tours           |
| 17  | GTD    | 48  | Paul Miller Racing                       | Bryan Sellers Madison Snow Corey Lewis                        | Lamborghini 5,2 L V10          | C     | 321   | + 23 tours           |
| 18  | GTD    | 63  | Scuderia Corsa                           | Alessandro Balzan Gunnar Jeannette Cooper MacNeil             | Ferrari 488 GT3                | C     | 321   | + 23 tours           |
| 18  | GTD    | 63  | Scuderia Corsa                           | Alessandro Balzan Gunnar Jeannette Cooper MacNeil             | Ferrari F154CB 3,9 L V8 Turbo  | C     | 321   | + 23 tours           |
| 19  | GTD    | 33  | Mercedes-AMG Team Riley Motorsports      | Jeroen Bleekemolen Ben Keating Luca Stolz                     | Mercedes-AMG GT3               | C     | 321   | + 23 tours           |
| 19  | GTD    | 33  | Mercedes-AMG Team Riley Motorsports      | Jeroen Bleekemolen Ben Keating Luca Stolz                     | Mercedes-AMG M159 6,2 L V8     | C     | 321   | + 23 tours           |
| 20  | GTD    | 29  | Montaplast avec Land Motorsport          | Sheldon van der Linde Christopher Mies Alessio Picariello     | Audi R8 LMS                    | C     | 321   | + 23 tours           |
| 20  | GTD    | 29  | Montaplast avec Land Motorsport          | Sheldon van der Linde Christopher Mies Alessio Picariello     | Audi 5,2 L V10                 | C     | 321   | + 23 tours           |
| 21  | GTD    | 15  | 3GT Racing                               | Jack Hawksworth David Heinemeier Hansson Sean Rayhall         | Lexus RC F GT3                 | C     | 321   | + 23 tours           |
| 21  | GTD    | 15  | 3GT Racing                               | Jack Hawksworth David Heinemeier Hansson Sean Rayhall         | Lexus 5,0 L V8                 | C     | 321   | + 23 tours           |
| 22  | GTD    | 58  | Wright Motorsports                       | Patrick Long Christina Nielsen Robert Renauer Mathieu Jaminet | Porsche 911 GT3 R              | C     | 321   | + 23 tours           |
| 22  | GTD    | 58  | Wright Motorsports                       | Patrick Long Christina Nielsen Robert Renauer Mathieu Jaminet | Porsche 4,0 L Flat-6           | C     | 321   | + 23 tours           |
| 23  | GTD    | 93  | Michael Shank Racing avec Curb Agajanian | Lawson Aschenbach Mario Farnbacher Justin Marks               | Acura NSX GT3                  | C     | 321   | + 23 tours           |
| 23  | GTD    | 93  | Michael Shank Racing avec Curb Agajanian | Lawson Aschenbach Mario Farnbacher Justin Marks               | Acura 3,5 L V6 Turbo           | C     | 321   | + 23 tours           |
| 24  | GTD    | 86  | Michael Shank Racing avec Curb Agajanian | Katherine Legge Álvaro Parente Trent Hindman                  | Acura NSX GT3                  | C     | 321   | + 23 tours           |
| 24  | GTD    | 86  | Michael Shank Racing avec Curb Agajanian | Katherine Legge Álvaro Parente Trent Hindman                  | Acura 3,5 L V6 Turbo           | C     | 321   | + 23 tours           |
| 25  | GTD    | 73  | Park Place Motorsports                   | Jörg Bergmeister Patrick Lindsey Tim Pappas                   | Porsche 911 GT3 R              | C     | 321   | + 23 tours           |
| 25  | GTD    | 73  | Park Place Motorsports                   | Jörg Bergmeister Patrick Lindsey Tim Pappas                   | Porsche 4,0 L Flat-6           | C     | 321   | + 23 tours           |
| 26  | GTD    | 45  | SunEnergy1 Racing                        | Mikaël Grenier Kenny Habul Thomas Jäger                       | Mercedes-AMG GT3               | C     | 321   | + 23 tours           |
| 26  | GTD    | 45  | SunEnergy1 Racing                        | Mikaël Grenier Kenny Habul Thomas Jäger                       | Mercedes-AMG M159 6,2 L V8     | C     | 321   | + 23 tours           |
| 27  | GTD    | 96  | Turner Motorsport                        | Don Yount Dillon Machavern Markus Palttala                    | BMW M6 GT3                     | C     | 320   | + 24 tours           |
| 27  | GTD    | 96  | Turner Motorsport                        | Don Yount Dillon Machavern Markus Palttala                    | BMW 4,4 L V8 Turbo             | C     | 320   | + 24 tours           |
| 28  | GTD    | 51  | Spirit of Race                           | Paul Dalla Lana Pedro Lamy Mathias Lauda Daniel Serra         | Ferrari 488 GT3                | C     | 320   | + 24 tours           |
| 28  | GTD    | 51  | Spirit of Race                           | Paul Dalla Lana Pedro Lamy Mathias Lauda Daniel Serra         | Ferrari F154CB 3,9 L V8 Turbo  | C     | 320   | + 24 tours           |
| 29  | GTD    | 44  | Magnus Racing                            | Andrew Davis Andy Lally John Potter                           | Audi R8 LMS                    | C     | 319   | + 25 tours           |
| 29  | GTD    | 44  | Magnus Racing                            | Andrew Davis Andy Lally John Potter                           | Audi 5,2 L V10                 | C     | 319   | + 25 tours           |
| 30  | GTD    | 14  | 3GT Racing                               | Dominik Baumann Philipp Frommenwiler Kyle Marcelli            | Lexus RC F GT3                 | C     | 316   | + 28 tours           |
| 30  | GTD    | 14  | 3GT Racing                               | Dominik Baumann Philipp Frommenwiler Kyle Marcelli            | Lexus 5,0 L V8                 | C     | 316   | + 28 tours           |
| 31  | P      | 52  | AFS/PR1 Mathiasen Motorsports            | Sebastián Saavedra Gustavo Yacamán Roberto González           | Ligier JS P217                 | C     | 315   | + 29 tours           |
| 31  | P      | 52  | AFS/PR1 Mathiasen Motorsports            | Sebastián Saavedra Gustavo Yacamán Roberto González           | Gibson GK428 4,2 L V8          | C     | 315   | + 29 tours           |
| 32  | GTD    | 69  | HART                                     | Ryan Eversley (en) Chad Gilsinger Tom Dyer                    | Acura NSX GT3                  | C     | 312   | + 32 tours           |
| 32  | GTD    | 69  | HART                                     | Ryan Eversley (en) Chad Gilsinger Tom Dyer                    | Acura 3,5 L Turbo V6           | C     | 312   | + 32 tours           |
| 33  | GTD    | 36  | CJ Wilson Racing                         | Marc Miller (en) Till Bechtolsheimer Kuno Wittmer             | Acura NSX GT3                  | C     | 309   | + 35 tours           |
| 33  | GTD    | 36  | CJ Wilson Racing                         | Marc Miller (en) Till Bechtolsheimer Kuno Wittmer             | Acura 3,5 L Turbo V6           | C     | 309   | + 35 tours           |
| 34  | GTLM   | 24  | BMW Team RLL                             | Nick Catsburg John Edwards Augusto Farfus Jesse Krohn         | BMW M8 GTE                     | M     | 296   | Abandon              |
| 34  | GTLM   | 24  | BMW Team RLL                             | Nick Catsburg John Edwards Augusto Farfus Jesse Krohn         | BMW S63 4,0 L V8 Double Turbo  | M     | 296   | Abandon              |
| 35  | P      | 90  | Spirit of Daytona Racing                 | Eddie Cheever III (en) Matthew McMurry Tristan Vautier        | Cadillac DPi-V.R               | C     | 294   | Abandon              |
| 35  | P      | 90  | Spirit of Daytona Racing                 | Eddie Cheever III (en) Matthew McMurry Tristan Vautier        | Cadillac 5,5 L V8              | C     | 294   | Abandon              |
| 36  | GTLM   | 3   | Corvette Racing                          | Antonio García Jan Magnussen Mike Rockenfeller                | Chevrolet Corvette C7.R        | M     | 283   | + 61 tours           |
| 36  | GTLM   | 3   | Corvette Racing                          | Antonio García Jan Magnussen Mike Rockenfeller                | Chevrolet LT 5,5 L V8          | M     | 283   | + 61 tours           |
| 37  | GTLM   | 66  | Ford Chip Ganassi Racing                 | Sébastien Bourdais Joey Hand Dirk Müller                      | Ford GT                        | M     | 277   | Abandon              |
| 37  | GTLM   | 66  | Ford Chip Ganassi Racing                 | Sébastien Bourdais Joey Hand Dirk Müller                      | Ford EcoBoost 3,5 L V6 Turbo   | M     | 277   | Abandon              |
| 38  | P      | 38  | Performance Tech Motorsports             | James French Kyle Masson Patricio O'Ward                      | Oreca 07                       | C     | 276   | Abandon              |
| 38  | P      | 38  | Performance Tech Motorsports             | James French Kyle Masson Patricio O'Ward                      | Gibson GK428 4,2 L V8          | C     | 276   | Abandon              |
| 39  | P      | 6   | Acura Team Penske                        | Dane Cameron Juan Pablo Montoya Simon Pagenaud                | Acura ARX-05                   | C     | 203   | Abandon              |
| 39  | P      | 6   | Acura Team Penske                        | Dane Cameron Juan Pablo Montoya Simon Pagenaud                | Acura AR35TT 3,5 L V6 Turbo    | C     | 203   | Abandon              |
| 40  | P      | 7   | Acura Team Penske                        | Hélio Castroneves Graham Rahal Ricky Taylor                   | Acura ARX-05                   | C     | 172   | Abandon              |
| 40  | P      | 7   | Acura Team Penske                        | Hélio Castroneves Graham Rahal Ricky Taylor                   | Acura AR35TT 3,5 L V6 Turbo    | C     | 172   | Abandon              |
| 41  | GTD    | 64  | Scuderia Corsa                           | Townsend Bell Frankie Montecalvo Bill Sweedler                | Ferrari 488 GT3                | C     | 9     | Abandon              |
| 41  | GTD    | 64  | Scuderia Corsa                           | Townsend Bell Frankie Montecalvo Bill Sweedler                | Ferrari F154CB 3,9 L V8 Turbo  | C     | 9     | Abandon              |
| 42  | GTD    | 71  | P1 Motorsports                           | Kenton Koch JC Perez Loris Spinelli                           | Mercedes-AMG GT3               | C     | 9     | + 355 tours          |
| 42  | GTD    | 71  | P1 Motorsports                           | Kenton Koch JC Perez Loris Spinelli                           | Mercedes-AMG M159 6,2 L V8     | C     | 9     | + 355 tours          |
| 43  | P      | 2   | Tequila Patrón ESM                       | Ryan Dalziel Olivier Pla Scott Sharp                          | Nissan Onroak DPi              | C     |       | Abandon              |
| 43  | P      | 2   | Tequila Patrón ESM                       | Ryan Dalziel Olivier Pla Scott Sharp                          | Nissan VR38DETT 3,8 L Turbo V6 | C     |       | Abandon              |

## Pole position et record du tour
- Pole position : Tristan Vautier sur #90 Spirit of Daytona Racingen 1 min 47 s 432
- Meilleur tour en course : Oliver Jarvis sur #77 Mazda Team Joest en 1 min 49 s 002 au 184e tour.

## Tours en tête
- #90 Cadillac DPi-V.R - Spirit of Daytona Racing : 13 (1-13)
- #31 Cadillac DPi-V.R - Whelen Engineering Racing : 88 (14 / 38-57 / 60-75 / 82-96 / 118 / 229 - 230 / 235-253 / 258-265 / 272-273 / 299-301 / 322)
- #7 Acura ARX-05 - Acura Team Penske : 21 (15-35 / 119-128)
- #55 Mazda RT24-P - Mazda Team Joest : 38 (36-37 / 58 / 79-80 / 192-193 / 207-217 / 231-234 / 254 - 257 / 274-279 / 293-298)
- #77 Mazda RT24-P - Mazda Team Joest : 6 (59 / 81 / 101-104)
- #22 Nisan Onroak DPi - Tequila Patrón ESM : 158 (76-77 / 97-98 / 105-117 / 130-168 / 170-191 / 194-201 / 218-228 / 266-271 / 280-292 / 302-321 / 323-324)
- #10 Cadillac DPi-V.R - Wayne Taylor Racing : 8 (78 / 99-100 / 202-206)
- #5 Cadillac DPi-V.R - Mustang Sampling Racing : 2 (129 / 169)

## À noter
- Longueur du circuit : 4,83 km
- Vitesse maximale enregistrée : 283,7 km/h en course (Nissan Onroak DPi no 22) et 284,2 km/h en qualification (Nissan Onroak DPi no 2)
- Distance parcourue par les vainqueurs : 2 069,6 km